# Вязовка (Свердловская область)
Вязовка — деревня в Байкаловском районе Свердловской области России. Входит в состав Баженовского сельского поселения.

## География
Населённый пункт расположен на правом берегу реки Иленки, в 14 километрах на северо-восток от села Байкалова, административного центра района.

### Часовой пояс
Вязовка, как и вся Свердловская область, находится в часовой зоне МСК+2. Смещение применяемого времени относительно UTC составляет +5:00.

## Население
| 2002 | 2010 | 2021 |
| ---- | ---- | ---- |
| 599  | ↘531 | ↘447 |

## Инфраструктура
Деревня разделена на 4 улицы (Набережная, Октябрьская, Советская, Школьная) и три переулка (Клубный, Колхозный, Солнечный).
Есть школа (МКОУ Вязовская ООШ) и детский сад (МКДОУ "Вязовский детский сад «Колокольчик»). Школа была основана в 1897 году.
Существует православный приход в честь Введения во храм Пресвятой Богородицы, в начале XX века в селе была деревянная Введенская часовня.